# 4-Hidroksi-4-metil-2-oksoglutaratna aldolaza
4-Hidroksi-4-metil-2-oksoglutaratna aldolaza (EC 4.1.3.17, piruvatna aldolaza, gama-metil-gama-hidroksi-alfa-ketoglutarinska aldolaza, 4-hidroksi-4-metil-2-ketoglutaratna aldolaza, 4-hidroksi-4-metil-2-oksoglutaratna piruvat-lijaza, HMG aldolaza, CHA aldolaza, 4-karboksi-4-hidroksi-2-oksoadipatna aldolaza) je enzim sa sistematskim imenom 4-hidroksi-4-metil-2-oksoglutarat piruvat-lijaza (formira piruvat). Ovaj enzim katalizuje sledeću hemijsku reakciju
(1) 4-hidroksi-4-metil-2-oksoglutarat {\displaystyle \rightleftharpoons } 2 piruvat
(2) 2-hidroksi-4-oksobutan-1,2,4-trikarboksilat {\displaystyle \rightleftharpoons } oksaloacetat + piruvat
Za dejstvo ovog enzima je neophodan divalentni metalni jon.

## Literatura
- Nicholas C. Price; Lewis Stevens (1999). Fundamentals of Enzymology: The Cell and Molecular Biology of Catalytic Proteins (Third изд.). USA: Oxford University Press. ISBN 019850229X.
- Eric J. Toone (2006). Advances in Enzymology and Related Areas of Molecular Biology, Protein Evolution (Volume 75 изд.). Wiley-Interscience. ISBN 0471205036.
- Branden C; Tooze J. Introduction to Protein Structure. New York, NY: Garland Publishing. ISBN 0-8153-2305-0.
- Irwin H. Segel. Enzyme Kinetics: Behavior and Analysis of Rapid Equilibrium and Steady-State Enzyme Systems (Book 44 изд.). Wiley Classics Library. ISBN 0471303097.
- William P. Jencks (1987). Catalysis in Chemistry and Enzymology. Dover Publications. ISBN 0486654605.

## Spoljašnje veze
- 4-hydroxy-4-methyl-2-oxoglutarate+aldolase на 